# Jalal Khan
Jalal Khan (* 13. August 1927) ist ein ehemaliger pakistanischer Speerwerfer.
Bei den Olympischen Spielen 1952 in Helsinki schied er in der Qualifikation aus. 
1954 gewann er bei den Asienspielen in Manila Silber und bei British Empire and Commonwealth Games in Vancouver Bronze. Bei den Olympischen Spielen 1956 in Melbourne kam er erneut nicht über die Vorrunde hinaus.
1958 holte er jeweils Silber bei den Asienspielen in Tokio und bei den British Empire and Commonwealth Games in Cardiff.
Seine persönliche Bestleistung von 73,16 m stellte er 1959 auf.